# Erik II. (Dänemark)

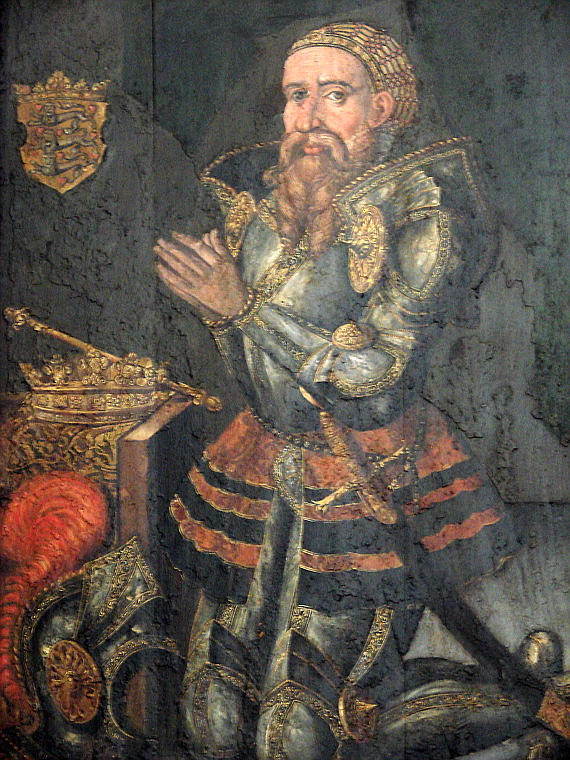
Erik II. Emune

Erik II. Emune, der Erinnerungswürdige, (* um 1100; † 18. September 1137 auf einer Thingversammlung in Umehoved bei Aabenraa) war von 1134 bis 1137 König von Dänemark.

## Leben
Erik II. war ein unehelicher Sohn von Erik I. Ejegod (Immergut) aus dem Haus Estridsson. Über seine Geburt und Kindheit ist nichts überliefert. Er wird erstmals am Ende der 1120er-Jahre erwähnt, als er seinen Halbbruder Knud Lavard gegen König Niels unterstützt.
1132 heirateten Erik II. und Malmfred, die Tochter des Großfürsten Mstislav von Nowgorod und der Christine Ingesdotter von Schweden und Schwester von Ingeborg, die mit Knud Lavard verheiratet war. Sie war bis 1128 die Frau des norwegischen Königs Sigurd Jorsalfari († 1130) gewesen. Eriks Sohn Svend Grate gebar jedoch möglicherweise seine Nebenfrau Thunna.

### Kampf gegen König Niels
Am 7. Januar 1131 ermordete Magnus, der Sohn von König Niels, Eriks Halbbruder Knud Lavard, weil dieser mit ihm um den Thron zu konkurrieren drohte. Magnus wurde auf dem Thing in Ringsted für friedlos erklärt. Knud Lavards Halbbrüder, Harald Kesja und Erik, der damals noch Jarl von Lolland war, organisierten einen Aufstand gegen König Niels, als er seinen Sohn Magnus zurückholte. Dieser wurde seinerseits auch von König Magnus IV. von Norwegen unterstützt. In den folgenden drei Jahren wurde jeden Sommer eine Schlacht zwischen den Kontrahenten geschlagen, erst bei Ribe, dann bei Hals in Jylland und 1133 bei Værebro auf Sjælland. Jedes Mal gewannen König Niels und sein Sohn Magnus die Schlacht, so dass Erik nach Norwegen fliehen musste.
Im Sommer 1134 gelang ihm ein Bündnis mit Erzbischof Asker in Lund und vielleicht auch mit Kaiser Lothar III. Jedenfalls sollen 300 moderne Ritter nach Skåne gekommen sein, allerdings war Magnus Vasall des Kaisers, so dass Zweifel bestehen, ob dieser wirklich Eriks Aufstand unterstützte. Die Quellen sind nicht eindeutig. Am zweiten Pfingsttag 1134 kam es zu einer der größten Schlachten des frühen Mittelalters bei Fodevig, von der Saxo Grammaticus eine sehr dramatische Schilderung gibt. Erik siegte in der Schlacht, Magnus fiel und König Niels floh nach Schleswig, wo die Einwohner die Ermordung von Knud Lavard rächten und ihn töteten.

### Regentschaft
Erik wurde in der Kirche Sankt Libers bei Lund gehuldigt. Er ließ sich in Lund nieder und machte es zur Hauptstadt Dänemarks. Drei Jahre konnte Erik sich auf dem Thron halten.
Er betrieb die Heiligsprechung seines Halbbruders Knud Lavard, um die Thronansprüche seiner Familie zu bekräftigen. Aber den Wunsch von dessen Familie, Knud mit Pomp und Pracht in Roskilde beizusetzen, lehnte er ab. Stattdessen gründete bei dessen Grab in der St.-Bendts-Kirche von Ringsted ein Kloster, das unter anderem die Aufgabe hatte, die Wunder an Knuds Grab zu dokumentieren. Dort begann man auch das Sjællandske Lov, eine Sammlung von Gesetzen, zusammenzutragen.
Erik setzte Eskil, den Neffen von Erzbischof Asser, zum Bischof in Roskilde ein.
Um seine Macht zu sichern, ging Erik grausam gegen seine Feinde vor, sogar gegen seinen Bruder Harald Kesja. Harald Kesja war von Niels zu seinem Mitkönig ernannt worden, war nach der Schlacht von Fodevig nach Norwegen geflohen und hatte sich nach seiner Rückkehr aus dem Exil auf dem Thing in Gauteng zum König wählen lassen. Erik überfiel Harald 1135 in Skibet bei Vejle und ließ sieben von dessen acht Söhnen töten. Der einzige überlebende Sohn Oluf Haraldson versuchte 1139–1141 vergeblich, seine Thronansprüche geltend zu machen.
Im August 1135 unterstützte Erik den aus Norwegen vertriebenen König Harald Gille, indem er ihm Truppen für seine Rückkehr nach Norwegen mitgab.
1136 unternahm Erik einen Kreuzzug zur Jaromarsburg auf Rügen gegen die dortigen Ranen. Er ließ die schmale Landverbindung zwischen Rügen und dem Festland durchstechen und einen Schacht in die Kreidefelsen schlagen, so dass das Grundwasser abgeleitet wurde und der Brunnen der Burg versiegte. Da musste sich die Jaromarsburg ergeben und die Einwohner wurden gezwungen, sich taufen lassen.
In Dänemark nahm indessen die Zahl seiner Feinde zu. Bischof Eskil von Roskilde und der Aristokrat Peder Bodilsen, früher ein Freund Eriks, jetzt sein erbitterter Feind, zettelten in Seeland einen Aufstand an, der sich rasch ausbreitete, und Erik musste seinen Kreuzzug im folgenden Sommer abbrechen. Der Grund für den Wechsel seiner Freunde zu seinen Feinden ist nicht bekannt. Es gelang Erik, Seeland zurückzugewinnen und Eskil zu einem teuren Vergleich zu zwingen, doch am 18. September 1137 wurde er auf einem Thing in Umehoved bei Aabenraa von dem Adligen „Sorte Plov“ getötet. Er wurde im Dom zu Ribe beigesetzt. Sein Nachfolger wurde Erik Lam, der Sohn seiner Schwester Ragnhild und sein letzter lebender erwachsener Verwandter.
Erik erhielt den Beinamen „Emune“, was „der Erinnerungswürdige“ bedeutet. Das Chronicon Roskildense, die Gesta Danorum des Saxo Grammaticus und die Knýtlinga saga schildern Erik Emune übereinstimmend als grausam.